# Grandola ed Uniti
Grandola ed Uniti é uma comuna italiana da região da Lombardia, província de Como, com cerca de 1.261 habitantes. Estende-se por uma área de 17 km², tendo uma densidade populacional de 74 hab/km². Faz fronteira com Bene Lario, Carlazzo, Cusino, Garzeno, Lenno, Menaggio, Mezzegra, Plesio, Tremezzo.

## Demografia
| Variação demográfica do município entre 1861 e 2011                               |
|                                                                                   |
| Fonte: Istituto Nazionale di Statistica (ISTAT) - Elaboração gráfica da Wikipedia |